# Esben Toft Jacobsen
Esben Toft Jacobsen (født 1977) er en dansk filminstruktør uddannet på Den Danske Filmskole. Hans afgangsfilm fra filmskolen var animationsfilmen Drengen i kufferten. Han har siden bl.a. instrueret spillefilmen Den kæmpestore bjørn og Netflix-serien The Rain.